# Gouvernement Shinawatra I
Ne doit pas être confondu avec le gouvernement Shinawatra de 2011, ni le gouvernement Shinawatra II.
Thaïlande
Chuan Likphai II Thaksin Shinawatra II
Le premier gouvernement de Thaksin Shinawatra (en thaï : คณะรัฐมนตรีทักษิณ ชันวัตร ชุดที่ 1 ; RTGS : Khana Ratmontri Thaksin Shinawatra Chutthi 1) est le 54e gouvernement de Thaïlande entre le 17 février 2001 et le 11 mars 2005 et sous la 21e législature de la Chambre des représentants.
Il est dirigé et formé par Thaksin Shinawatra, qui devient Premier ministre à la suite de l'élection législative du 6 janvier 2001, succédant ainsi à Chuan Likphai et à son second gouvernement.
Un second gouvernement Shinawatra est formé à la suite des élections législatives de 2005.

## Contexte
Le gouvernement de Thaksin Shinawatra est formé à la suite de l'élection législative de 2001, qui s'est tenue le 6 janvier. Son parti, le Thai Rak Thai, y remporte 248 sièges (soit 40,64% des suffrages exprimés) à la Chambre des représentants, qui y formera ainsi sa 21e législature. Il manque pourtant 2 sièges au parti majoritaire pour parvenir à la majorité absolue à la Chambre : plusieurs partis minoritaires rejoignent alors le gouvernement qui sera formé pour permettre une majorité au Parlement : le Parti de la Nouvelle Aspiration (thaï : ความหวังใหม่ ; RTGS : Khwam Wang Mai), le Parti du Développement national (thaï : ชาติพัฒนา ; RTGS : Chart Phattana), le Parti de la Nation thaïe (thaï : ชาติไทย ; RTGS : Chart Thai) et le Parti libéral-démocrate (thaï : เสรีธรรม ; RTGS : Seritham). Plus tard, trois de ces partis minoritaires fusionnent dans le Thai Rak Thai : le Parti libéral-démocrate en 2001, la Nouvelle Aspiration en 2002 et la Nation thaïe en 2004.
Thaksin Shinawatra est officiellement investi par le roi Rama IX le 9 février 2001. Son gouvernement est nommé et investi le 17 février 2001,.

## Composition initiale

### Premier ministre
- Premier ministre : Thaksin Shinawatra

### Vice-Premiers ministres

#### Avec portefeuille supplémentaire
- Vice-Premier ministre, ministre de la Défense : Chawalit Yongchaiyut
- Vice-Premier ministre, ministre du Travail et de la Prévoyance sociale : Detch Boonlong

#### Sans portefeuille supplémentaire
- Suwit Khunkitti
- Pongpol Adireksarn
- Phithak Inthawittayanan

### Ministres
| Portefeuille                                                   | Titulaire                          |
| -------------------------------------------------------------- | ---------------------------------- |
| Ministre auprès du Cabinet du Premier ministre                 | Chaturon Chaisaeng                 |
| Ministre auprès du Cabinet du Premier ministre                 | Thammarak Isarangkura na Ayutthaya |
| Ministre auprès du Cabinet du Premier ministre                 | Somsak Thepsuthin                  |
| Ministre des Finances                                          | Somkid Jatusripitak                |
| Ministre des Affaires étrangères                               | Surakiart Sathirathai              |
| Ministre de l'Agriculture et des Coopératives                  | Chuchip Hansawat                   |
| Ministre des Transports                                        | Wan Muhamad Noor Matha             |
| Ministre du Commerce                                           | Adisai Photharamik                 |
| Ministre de l'Intérieur                                        | Purachai Piamsomboon               |
| Ministre de la Justice                                         | Pongthep Thepkanjana               |
| Ministre des Sciences, de la Technologie et de l'Environnement | Sonthaya Khunpluem                 |
| Ministre de l'Éducation                                        | Kasem Wattanachai                  |
| Ministre de la Santé publique                                  | Sudarat Keyuraphan                 |
| Ministre de l'Industrie                                        | Suriya Juangroongruangkit          |
| Ministre des Affaires universitaires                           | Sutham Sangprathum                 |

### Vice-ministres
| Ministère                     | Titulaire              |
| ----------------------------- | ---------------------- |
| Défense                       | Yuthasak Sasiprapha    |
| Finances                      | Warathep Ratanakorn    |
| Finances                      | Suchart Chaovisit      |
| Agriculture et Coopératives   | Prapat Panyachatraksa  |
| Agriculture et Coopératives   | Nathi Khlipthong       |
| Transports                    | Pracha Maleenont       |
| Transports                    | Pongsakorn Laowichian  |
| Commerce                      | Suwan Walaisathien     |
| Intérieur                     | Sonart Klinpathum      |
| Intérieur                     | Sombat Uthaisong       |
| Travail et Prévoyance sociale | Ladawan Wongsriwong    |
| Éducation                     | Chamlong Khrutkhunthot |
| Santé publique                | Surapong Suebwonglee   |
| Industrie                     | Pichet Satirachawan    |

## Évolution de la composition

### Ajustement du 14 juin 2001

#### Démission
- Kasem Wattanachai, ministre de l'Éducation (8 juin 2001)[8].

#### Ajout d'attribution
- Thaksin Shinawatra, Premier ministre, se voit rajouter le portefeuille supplémentaire de ministre de l'Éducation[9]. Il démissionne le jour même pour nommer un successeur.

#### Entrée au gouvernement
- Sirikorn Maneerin, nommée vice-ministre de l'Éducation[9].

### Ajustement du 10 octobre 2001

#### Démission
- Thaksin Shinawatra, portefeuille supplémentaire de ministre de l'Éducation (14 juin 2001)[10].
- Suwit Khunkitti, vice-Premier ministre.

#### Changement d'attribution
- Suwit Khunkitti, nommé ministre de l'Éducation[10].

#### Ajout d'attribution
- Somkid Jatusripitak, ministre des Finances, se voit rajouter le portefeuille supplémentaire de vice-Premier ministre (en remplacement de Suwit Khunkitti)[10].

### Ajustement du 6 mars 2002

#### Démission[11]
- Nathi Khlipthong, vice-ministre de l'Agriculture et des Coopératives (4 mars 2002) ;
- Pongsakorn Laowichian, vice-ministre des Transports (4 mars 2002) ;
- Chamlong Khrutkhunthot, vice-ministre de l'Éducation (démis de ses fonctions le 6 mars 2002) ;
- Sutham Sangprathum, ministre des Affaires universitaires (démis de ses fonctions le 6 mars 2002).

#### Changement d'attribution[11]
- Chaturon Chaisaeng, ministre auprès du Cabinet du Premier ministre, est nommé ministre de la Justice ;
- Pongthep Thepkanjana, ministre de la Justice, est nommé ministre auprès du Cabinet du Premier ministre.

#### Entrée au gouvernement[11]
- Korn Dabbaransi, nommé vice-Premier ministre ;
- Suwat Liptapanlop, nommé ministre auprès du Cabinet du Premier ministre, et se voit rajouter le portefeuille supplémentaire de ministre des Affaires universitaires (en remplacement de Sutham Sangprathum) ;
- Nikorn Chamnong, nommé vice-ministre des Transports (en remplacement de Pongsakorn Laowichian) ;
- Newin Chidchob, nommé vice-ministre du Commerce.

### Remaniement du 3 octobre 2002
Le 3 octobre 2002, tout le gouvernement est remanié et une recomposition de celui-ci est effectuée. Certains ministres gardent leurs portefeuilles, tandis que de nouveaux membres sont nommés.
Il s'agit du premier remaniement du gouvernement depuis sa formation en 2001.

#### Reconduction
- Somkid Jatusripitak, ministre des Finances ;
- Warathep Ratanakorn, vice-ministre des Finances ;
- Suchart Chaovisit, vice-ministre des Finances ;
- Surakiart Sathirathai, ministre des Affaires étrangères ;
- Nikorn Chamnong, vice-ministre des Transports ;
- Adisai Photharamik, ministre du Commerce ;
- Sirikorn Maneerin, vice-ministre de l'Éducation ;
- Sudarat Keyuraphan, ministre de la Santé publique.

#### Changement d'attribution
Ministres
| Portefeuille                               | Ancien titulaire          | Nouveau portefeuille de l'ancien titulaire | Nouveau titulaire                  | Ancien portefeuille du nouveau titulaire                               |
| ------------------------------------------ | ------------------------- | ------------------------------------------ | ---------------------------------- | ---------------------------------------------------------------------- |
| Éducation                                  | Suwit Khunkitti           | Vice-Premier ministre                      | Pongpol Adireksarn                 | Vice-Premier ministre                                                  |
| Justice                                    | Chaturon Chaisaeng        | Vice-Premier ministre                      | Purachai Piamsomboon               | Intérieur                                                              |
| Défense                                    | Chawalit Yongchaiyut      | Vice-Premier ministre + même portefeuille  | Thammarak Isarangkura na Ayutthaya | Ministre auprès du Cabinet du Premier ministre                         |
| Tourisme et Sports                         | Portefeuille créé         | Portefeuille créé                          | Sonthaya Khunpluem                 | Sciences, Technologie et Environnement                                 |
| Agriculture et Coopératives                | Chuchip Hansawat          | Aucun, démission                           | Sonart Klinpathum                  | Intérieur (vice-ministre)                                              |
| Transports                                 | Wan Muhamad Noor Matha    | Intérieur                                  | Suriya Juangroongruangkit          | Industrie                                                              |
| Ressources naturelles et Environnement     | Portefeuille créé         | Portefeuille créé                          | Prapat Panyachatraksa              | Agriculture et Coopératives (vice-ministre)                            |
| Technologies, Information et Communication | Portefeuille créé         | Portefeuille créé                          | Surapong Suebwonglee               | Santé publique (vice-ministre)                                         |
| Énergie                                    | Portefeuille créé         | Portefeuille créé                          | Pongthep Thepkanjana               | Justice                                                                |
| Justice                                    | Pongthep Thepkanjana      | Énergie                                    | Purachai Piamsomboon               | Intérieur                                                              |
| Travail                                    | Detch Boonlong            | Aucun, démission                           | Suwat Liptapanlop                  | Ministre auprès du Cabinet du Premier ministre Affaires universitaires |
| Industrie                                  | Suriya Juangroongruangkit | Transports                                 | Somsak Thepsuthin                  | Ministre auprès du Cabinet du Premier ministre                         |

Vice-ministres
| Ministère                   | Ancien titulaire      | Nouveau portefeuille                              | Nouveau titulaire   | Ancien portefeuille       |
| --------------------------- | --------------------- | ------------------------------------------------- | ------------------- | ------------------------- |
| Agriculture et Coopératives | Prapat Panyachatraksa | Ressources naturelles et Environnement (ministre) | Newin Chidchob      | Commerce (vice-ministre)  |
| Transports                  | Pracha Maleenont      | Intérieur (vice-ministre)                         | Pichet Satirachawan | Industrie (vice-ministre) |

#### Entrée au gouvernement
- Prommin Lertsuridej, nommé vice-Premier ministre ;
- Wissanu Krea-ngam, nommé vice-Premier ministre ;
- Anurak Chureemas, nommé ministre du Développement social et de la Sécurité humaine ;
- Watthana Mueangsook, nommé vice-ministre du Commerce ;
- Pramuan Ruchonseri, nommé vice-ministre de l'Intérieur ;
- Uraiwan Thienthong, nommée ministre de la Culture ;
- Phinit Jarusombat, nommé ministre des Sciences et de la Technologie ;
- Pracha Phromnok, nommé vice-ministre de la Santé publique.

### Ajustement du 8 février 2003

#### Changement d'attribution[13]
- Prommin Lertsuridej, vice-Premier ministre, nommé ministre de l'Énergie ;
- Somkid Jatusripitak, ministre des Finances, nommé vice-Premier ministre ;
- Suchart Chaovisit, vice-ministre des Finances, nommé ministre des Finances ;
- Pongthep Thepkanjana, ministre de l'Énergie, nommé ministre de la Justice ;
- Purachai Piamsomboon, ministre de la Justice, nommé vice-Premier ministre.

### Ajustement du 8 novembre 2003

#### Démission[14]
- Korn Dabbaransi, vice-Premier ministre ;
- Suwat Liptapanlop, ministre du Travail ;
- Pongpol Adireksarn, ministre de l'Éducation ;
- Pracha Phromnok, vice-ministre de la Santé publique.

#### Changement d'attribution[14]
- Sonart Klinpathum, ministre de l'Agriculture et des Coopératives, nommé ministre du Développement social et de la Sécurité humaine ;
- Somsak Thepsuthin, ministre de l'Industrie, nommé ministre de l'Agriculture et des Coopératives ;
- Watthana Mueangsook, vice-ministre du Commerce, nommé ministre des Finances ;
- Uraiwan Thienthong, ministre de la Culture, nommée ministre du Travail (en remplacement de Suwat Liptapanlop) ;
- Anurak Chureemas, ministre du Développement social et de la Sécurité humaine, nommé ministre de la Culture ;
- Adisai Photharamik, ministre du Commerce, nommé ministre de l'Éducation ;
- Phinit Jarusombat, ministre des Sciences et de la Technologie, nommé ministre de l'Industrie.

#### Entrée au gouvernement[14]
- Phokin Ponlakul, nommé vice-Premier ministre (en remplacement de Korn Dabbaransi) ;
- Wichet Kasermthongsri, nommé vice-ministre des Transports ;
- Pongsak Raktapongpaisan, nommé vice-ministre du Commerce (en remplacement de Watthana Mueangsook) ;
- Chettha Thanajaro, nommé ministre des Sciences et de la Technologie ;
- Chamlong Iamchaengphan, nommé vice-ministre de la Santé publique (en remplacement de Pracha Phromnok).

### Ajustement du 10 mars 2004

#### Démission[15]
- Prapat Panyachatraksa, ministre des Ressources naturelles et de l'Environnement ;
- Chamlong Iamchaengphan, vice-ministre de la Santé publique.

#### Changement d'attribution[15]
- Suchart Chaovisit, ministre des Finances, nommé vice-Premier ministre ;
- Thammarak Isarangkura na Ayutthaya, ministre des Finances, nommé vice-Premier ministre ;
- Wan Muhamad Noor Matha, ministre de l'Intérieur, nommé vice-Premier ministre ;
- Chettha Thanajaro, ministre des Sciences et de la Technologie, nommé ministre de la Défense ;
- Somkid Jatusripitak, vice-Premier ministre, renommé ministre des Finances ;
- Suwit Khunkitti, vice-Premier ministre, nommé ministre des Ressources naturelles et de l'Environnement ;
- Phokin Ponlakul, vice-Premier ministre, nommé ministre de l'Intérieur ;
- Sirikorn Maneerin, vice-ministre de l'Éducation, nommé vice-ministre de la Santé publique.

#### Entrée au gouvernement[15]
- Korn Dabbaransi, nommé ministre des Sciences et de la Technologie ;
- Sutham Sangprathum, nommé vice-ministre de l'Éducation.

### Ajustement du 30 juin 2004

#### Démission[16]
- Pramuan Ruchonseri, vice-ministre de l'Intérieur ;
- Sirikorn Maneerin, vice-ministre de la Santé publique.

#### Entrée au gouvernement[16]
- Suwat Liptapanlop, nommé vice-Premier ministre ;
- Anutin Charnvirakul, nommé vice-ministre de la Santé publique (en remplacement du Sirikorn Maneerin).

### Ajustement du 6 octobre 2004

#### Démission[17]
- Thammarak Isarangkura na Ayutthaya, vice-Premier ministre (le 5 octobre 2004) ;
- Suchart Chaovisit, vice-Premier ministre (le 5 octobre 2004) ;
- Chettha Thanajaro, ministre de la Défense (le 5 octobre 2004).

#### Changement d'attribution[17]
- Phinit Jarusombat, ministre de l'Industrie, nommé vice-Premier ministre ;
- Somsak Thepsuthin, ministre de l'Agriculture et des Coopératives, nommé vice-Premier ministre ;
- Wan Muhamad Noor Matha, vice-Premier ministre, nommé ministre de l'Agriculture et des Coopératives ;
- Anutin Charnvirakul, vice-ministre de la Santé publique, nommé vice-ministre du Commerce ;
- Sutham Sangprathum, vice-ministre de l'Éducation, nommé vice-ministre de l'Intérieur ;
- Pongsak Raktapongpaisan, vice-ministre du Commerce, nommé ministre de l'Industrie.

#### Entrée au gouvernement[17]
- Samphan Boonyanan, nommé ministre de la Défense (en remplacement de Chettha Thanajaro) ;
- Aree Wongaraya, nommé vice-ministre de l'Éducation ;
- Suchai Charoenrattanakul, nommé vice-ministre de la Santé publique.

## Fin du gouvernement
En 2005, la 21e législature de la Chambre des représentants touche à sa fin, ainsi que son gouvernement de coalition par la même occasion, après 4 ans de mandat. Selon la Constitution, une nouvelle élection est tenue le 6 février 2005. Même si le gouvernement entier est censé démissionner à la fin des 4 années de mandat, il reste cependant en fonction jusqu'à l'annonce des résultats et jusqu'à la formation du nouveau gouvernement.